# Badminton-Mannschaftsozeanienmeisterschaft 2020
Die Badminton-Mannschaftsozeanienmeisterschaft 2020 fand vom 13. bis zum 15. Februar 2020 in Ballarat statt. Es wurde jeweils ein Wettbewerb für Herren- und Damenteams ausgetragen.

## Medaillengewinner
| Disziplin  | Gold | Silber | Bronze |
| ---------- | --- | --- | --- |
| Herrenteam | Australien Matthew Chau Keith Mark Edison Anthony Joe Simon Leung Lin Yingxiang Jacob Schueler Sawan Serasinghe Mitchell Wheller | Neuseeland Jonathan Curtin Oscar Guo Adam Jeffrey Edward Lau Oliver Leydon-Davis Abhinav Manota Dhanny Oud Maika Phillips Dylan Soedjasa Niccolo Tagle | Tahiti Louis Beaubois Quentin Bernaix Léo Cucuel Heinoa Deane Keivens Scilloux Kaihei Teiefitu Brice Vongue |
| Damenteam  | Australien Wendy Chen Kaitlyn Ea Tiffany Ho Sylvinna Kurniawan Louisa Ma Setyana Mapasa Gronya Somerville Angela Yu              | Neuseeland Erena Calder-Hawkins Sally Fu Shaunna Li Jasmin Ng Chung Man Anona Pak Catelyn Rozario Alyssa Tagle Justine Villegas                        | Neukaledonien Johanna Kou Dgenyva Matauli Cecilia Moussy Marine Souviat Julie Wongsodjirono                 |

## Resultate Herrenteams
| Platz | Land                   | Spiele | gew. | verl. | Sp.+ | Sp.- | Spd. | Pkt.+ | Pkt.- | Pktd. | Spp.+ | Spp.- | Sppd. |  |     | Australien | Neuseeland | Französisch-Polynesien | Neukaledonien | Fidschi |
| ----- | ---------------------- | ------ | ---- | ----- | ---- | ---- | ---- | ----- | ----- | ----- | ----- | ----- | ----- |  | --- | ---------- | ---------- | ---------------------- | ------------- | ------- |
| 1     | Australien             | 4      | 4    | 0     | 18   | 2    | +16  | 36    | 5     | +31   | 844   | 468   | +376  |  |     | 3-2        | 5-0        | 5-0                    | 5-0           |         |
| 2     | Neuseeland             | 4      | 3    | 1     | 17   | 3    | +14  | 35    | 6     | +29   | 845   | 499   | +346  |  | 2-3 |            | 5-0        | 5-0                    | 5-0           |         |
| 3     | Französisch-Polynesien | 4      | 2    | 2     | 10   | 10   | 0    | 20    | 22    | −2    | 643   | 716   | −73   |  | 0-5 | 0-5        |            | 5-0                    | 5-0           |         |
| 4     | Neukaledonien          | 4      | 1    | 3     | 4    | 16   | −12  | 10    | 34    | −24   | 609   | 862   | −253  |  | 0-5 | 0-5        | 0-5        |                        | 4-1           |         |
| 5     | Fidschi                | 4      | 0    | 4     | 1    | 19   | −18  | 4     | 38    | −34   | 474   | 870   | −396  |  | 0-5 | 0-5        | 0-5        | 1-4                    |               |         |

## Resultate Damenteams
| Platz | Land                   | Spiele | gew. | verl. | Sp.+ | Sp.- | Spd. | Pkt.+ | Pkt.- | Pktd. | Spp.+ | Spp.- | Sppd. |  |     | Australien | Neuseeland | Neukaledonien | Französisch-Polynesien |
| ----- | ---------------------- | ------ | ---- | ----- | ---- | ---- | ---- | ----- | ----- | ----- | ----- | ----- | ----- |  | --- | ---------- | ---------- | ------------- | ---------------------- |
| 1     | Australien             | 3      | 3    | 0     | 14   | 1    | +13  | 28    | 3     | +25   | 651   | 319   | +332  |  |     | 4-1        | 5-0        | 5-0           |                        |
| 2     | Neuseeland             | 3      | 2    | 1     | 11   | 4    | +7   | 23    | 8     | +15   | 625   | 400   | +225  |  | 1-4 |            | 5-0        | 5-0           |                        |
| 3     | Neukaledonien          | 3      | 1    | 2     | 5    | 10   | −5   | 10    | 21    | −11   | 377   | 592   | −215  |  | 0-5 | 0-5        |            | 5-0           |                        |
| 4     | Französisch-Polynesien | 3      | 0    | 3     | 0    | 15   | −15  | 1     | 30    | −29   | 304   | 646   | −342  |  | 0-5 | 0-5        | 0-5        |               |                        |

## Setzliste

### Herrenteam
| Setzplatz | Land          | MS 1            | MS 1   | MS 2          | MS 2   | MS 3          | MS 3  | MD 1                | MD 1   | MD 2             | MD 2  | Gesamt |
| --------- | ------------- | --------------- | ------ | ------------- | ------ | ------------- | ----- | ------------------- | ------ | ---------------- | ----- | ------ |
| 1         | Australien    | Daniel Fan      | 10,640 | Anthony Joe   | 10,162 | Pit Seng Low  | 9,040 | Simon Leung         | 20,261 | Sawan Serasinghe | 8,076 | 58,179 |
| 1         | Australien    | Daniel Fan      | 10,640 | Anthony Joe   | 10,162 | Pit Seng Low  | 9,040 | Mitchell Wheller    | 20,261 | Eric Vuong       | 8,076 | 58,179 |
| 2         | Neuseeland    | Abhinav Manota  | 14,975 | Oscar Guo     | 5,473  | Niccolo Tagle | 2,280 | Oliver Leydon-Davis | 15,058 | Jonathan Curtin  | 8,030 | 45,816 |
| 2         | Neuseeland    | Abhinav Manota  | 14,975 | Oscar Guo     | 5,473  | Niccolo Tagle | 2,280 | Abhinav Manota      | 15,058 | Dylan Soedjasa   | 8,030 | 45,816 |
| 3         | Tahiti        | Rémi Rossi      | 5,012  | Manuarii Ly   | 362    | 5 players     | 360   | Tarepa Bourgery     | 922    | 2 pairs          | 920   | 7,576  |
| 3         | Tahiti        | Rémi Rossi      | 5,012  | Manuarii Ly   | 362    | 5 players     | 360   | Manuarii Ly         | 922    | 2 pairs          | 920   | 7,576  |
| 4         | Neukaledonien | Ronan Ho-Yagues | 1,620  | Morgan Paitio | 1,025  | Glenn Gowet   | 920   | Ronan Ho-Yagues     | 2,070  | Glenn Gowet      | 1,520 | 7,155  |
| 4         | Neukaledonien | Ronan Ho-Yagues | 1,620  | Morgan Paitio | 1,025  | Glenn Gowet   | 920   | Morgan Paitio       | 2,070  | Ryan Nagle       | 1,520 | 7,155  |
| 5         | Fidschi       | Liam Fong       | 616    | Leon Jang     | 615    | Ahmad Ali     | 360   | Ahmad Ali           | 920    | —                | —     | 2,511  |
| 5         | Fidschi       | Liam Fong       | 616    | Leon Jang     | 615    | Ahmad Ali     | 360   | Liam Fong           | 920    | —                | —     | 2,511  |

### Damenteam
| Setzplatz | Land          | WS 1            | WS 1   | WS 2                 | WS 2   | WS 3         | WS 3  | WD 1                 | WD 1   | WD 2                  | WD 2  | Gesamt |
| --------- | ------------- | --------------- | ------ | -------------------- | ------ | ------------ | ----- | -------------------- | ------ | --------------------- | ----- | ------ |
| 1         | Australien    | Wendy Chen      | 22,679 | Louisa Ma            | 18,056 | Jiang Yingzi | 7,270 | Setyana Mapasa       | 39,403 | Celeste Lee           | 3,670 | 91,078 |
| 1         | Australien    | Wendy Chen      | 22,679 | Louisa Ma            | 18,056 | Jiang Yingzi | 7,270 | Gronya Somerville    | 39,403 | Chloe Lee             | 3,670 | 91,078 |
| 2         | Neuseeland    | Sally Fu        | 7,297  | Shaunna Li           | 2,130  | Ella Smith   | 1,560 | Erena Calder-Hawkins | 7,460  | Roanne Apalisok       | 4,340 | 22,787 |
| 2         | Neuseeland    | Sally Fu        | 7,297  | Shaunna Li           | 2,130  | Ella Smith   | 1,560 | Anona Pak            | 7,460  | Janice Jiang          | 4,340 | 22,787 |
| 3         | Neukaledonien | Dgenyva Matauli | 1,542  | Melissa Sanmoestanom | 1,520  | Johanna Kou  | 920   | Johanna Kou          | 951    | Laurene Benlahoussine | 922   | 5,855  |
| 3         | Neukaledonien | Dgenyva Matauli | 1,542  | Melissa Sanmoestanom | 1,520  | Johanna Kou  | 920   | Dgenyva Matauli      | 951    | Cecilia Moussy        | 922   | 5,855  |
| 4         | Tahiti        | Esther Tau      | 1,565  | Ingrid Ateni         | 920    | —            | —     | Ingrid Ateni         | 2,210  | Ingrid Ateni          | 2     | 4,697  |
| 4         | Tahiti        | Esther Tau      | 1,565  | Ingrid Ateni         | 920    | —            | —     | Esther Tau           | 2,210  | Coralie Bouttin       | 2     | 4,697  |

## Herrenteam
- Australien vs. Fidschi

- Neuseeland vs. Neukaledonien

- Tahiti vs. Fidschi

- Australien vs. Neukaledonien

- Neuseeland vs. Fidschi

- Australien vs. Tahiti

- Neukaledonien vs. Fidschi

- Neuseeland vs. Tahiti

- Australien vs. Neuseeland

- Tahiti vs. Neukaledonien

## Damenteam
- Australien vs. Tahiti

- Neuseeland vs. Neukaledonien

- Australien vs. Neukaledonien

- Neuseeland vs. Tahiti

- Neukaledonien vs. Tahiti

- Australien vs. Neuseeland